# Back for Good (chanson)
Singles de Take That
Sure
(1994) Never Forget
(1995)
Clip vidéo
[vidéo] « Back for Good », sur YouTube
Back for Good est une chanson du boys band anglais Take That extraite de leur troisième album studio, intitulé Nobody Else et sorti (au Royaume-Uni) en mai 1995.
Le 27 mars 1995, environ un mois et demi avant la sortie de l'album, la chanson a été publiée en single. C'était le deuxième single tiré de cet album.
Le single a débuté à la 1re place du hit-parade britannique (pour la semaine du 2 au 8 avril 1995) et gardé cette place pendant 1 mois.